# Lapsang Soutxong
Lapsang Soutxong (xinès simplificat: 拉普 山 小 种, xinès tradicional: 拉普 山 小 种) és un te negre originari de Zheng Shan, part de muntanya Wuyi a la província de Fujian, Xina. Es tracta d'un te elaborat amb fulles fumades originari de la Xina.
En idioma xinès conegut com a Lapsang Soutxong (fukienés), el nom d'aquest te significa 'varietat fumada', o més específicament, 'subvarietat fumada'. L'espècie és biològicament un membre de la família de te de Wuyi Bohea. Segons la llegenda, aquest te va aparèixer durant l'època de la dinastia Qing quan les forces armades havien interromput la producció anual i el procés d'assecat de les fulles. Amb l'alta demanda després de la interrupció, els fabricants del te van accelerar-ne la producció assecant les fulles no sols a l'aire sinó sobre un foc de fusta de pi.